# 秘魯中部山脈
秘魯中部山脈（西班牙語：Cordillera Central）是秘魯的山脈，位於該國中部，橫跨胡寧大區和利馬大區，屬於安地斯山脈的一部分，最高點是海拔高度5,897米的庫圖尼山。